# Today I Am a Clown
Today I Am a Clown (em português: Hoje eu Sou um Palhaço) é o sexto episódio da décima quinta temporada de The Simpsons. A sua primeira exibição nos Estados Unidos foi no dia 7 de dezembro de 2003. Nele, Krusty descobre que ele não tinha um Bar Mitzvah. A partir deste episódio, o estúdio de dublagem de Os Simpsons foi trocado pelo Audio Corp, até ficar a cargo por Audio News, em 2006.

## Enredo
Krusty percebe que não está na calçada da fama dos judeus de Springfield, porque não celebrou o seu bar mitzvah. Com a ajuda de seu pai, organiza os preparativos, mas tem que se afastar do seu programa por uma semana. E pra isso escolhe um substituto incapaz de ameaçar seu emprego: Homer Simpson.